# 龙山神学校和元晓路圣堂
龙山神学校和元晓路圣堂（韓語：용산신학교와 원효로성당）是韓國首爾特別市的一处天主教建筑，位于龍山區的元曉路。
1977年11月22日，龙山神学校和元曉路圣堂被指定为韓國史蹟第255号；2012年6月20日废止。

## 历史
龙山神学校和元曉路圣堂最初是巴黎外方传教会的神学校及附属小堂。这是巴黎外方传教会最重要的培训神父的机构之一。耶稣圣心神学校于1885年成立，从现在的京畿道驪州市康川面（강천면）釜坪里（부평리）搬迁到龙山的当前位置。在这一年的年初，在韩屋里开始了教育。在这里可以看到汉江边的沙南基，在1839年己亥迫害期间，许多天主教徒在那里被斩首。1887年，《韓佛修好條約》签订，巴黎外方传教会购买了这个地方。1891年4月7日，决定修建一所神学校，来培养神父。1891年5月6日，举行了神学校的奠基仪式，首尔的所有神父都在场。1892年6月25日耶稣圣心瞻礼日祝圣。这座建筑为韩国第一座天主教神学校。1928年神学校搬到惠化洞，这座建筑被用作神职人员的休养地。1956年移交给圣心修女會。神学校建筑是由巴黎外方传教会神父设计。 